# Sagraea cinerea
Sagraea cinerea är en tvåhjärtbladig växtart som först beskrevs av Célestin Alfred Cogniaux, och fick sitt nu gällande namn av Brother Alain. Sagraea cinerea ingår i släktet Sagraea och familjen Melastomataceae. Inga underarter finns listade i Catalogue of Life.